# Murfeld

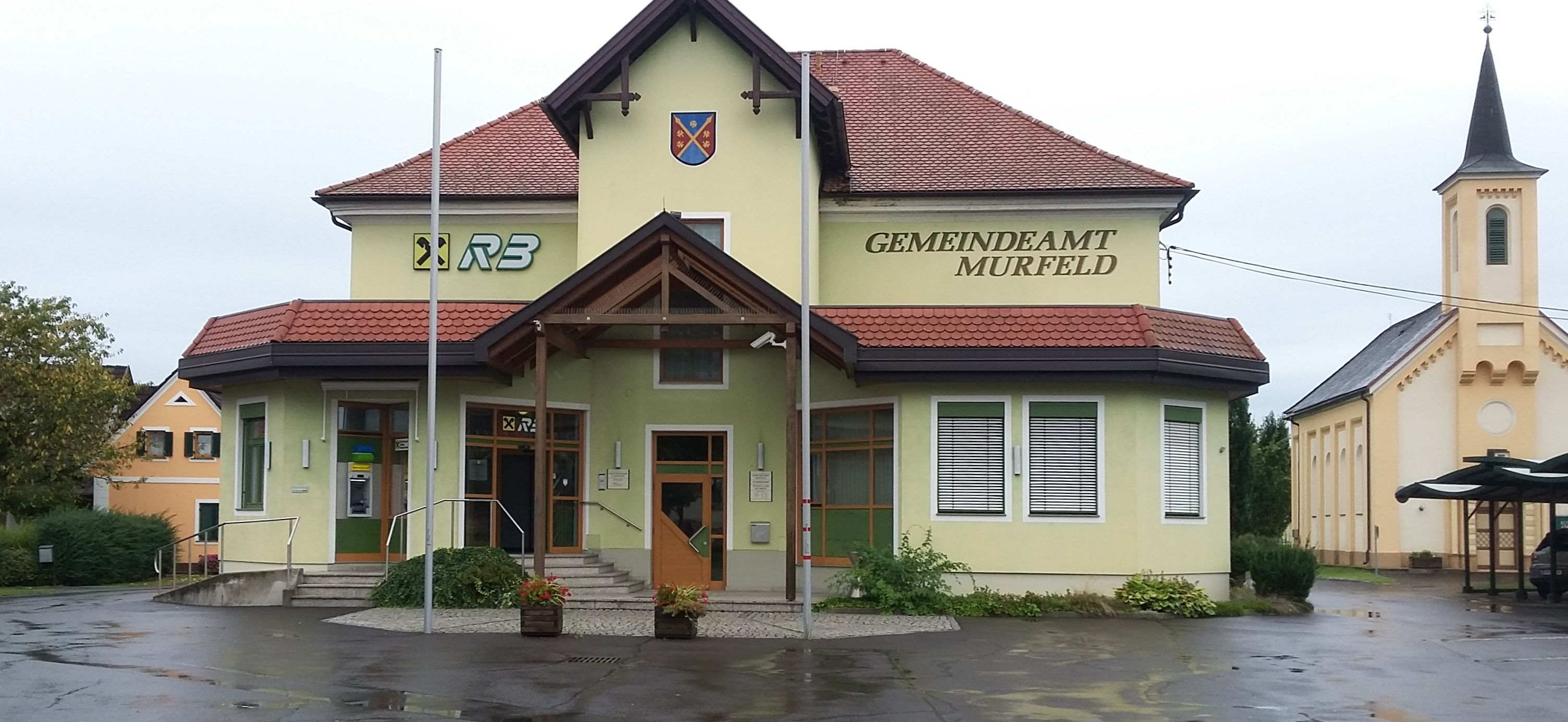
Ehemaliges Gemeindeamt Murfeld am Dorfplatz in Lichendorf

Die Gemeinde Murfeld war bis Ende 2019 die südwestlichste Gemeinde im Gerichtsbezirk Feldbach bzw. Bezirk Südoststeiermark und hatte 1671 Einwohner (Stand 1. Jänner 2019). Mit Ende des Jahres 2019 wurde die Gemeinde aufgelöst und auf die beiden Gemeinden Sankt Veit in der Südsteiermark und Straß in Steiermark im Bezirk Leibnitz aufgeteilt.

## Geografie
Die ehemalige Gemeinde Murfeld liegt im Süden des oststeirischen Hügellandes an der Mündung der Schwarzau in die Mur und grenzt direkt an das Nachbarland Slowenien. Das Gebiet liegt etwa 20 km westlich von Bad Radkersburg und rund 40 km südlich der Landeshauptstadt Graz und hat im weiten Tal der Mur keine großen Höhenunterschiede (240 bis 250 Meter Seehöhe).

### Gemeindegliederung
Das Gemeindegebiet umfasste 24,22 km² und gliederte sich in fünf Ortschaften und gleichnamige Katastralgemeinden (Einwohnerzahl Stand 1. Jänner 2024, Fläche Stand 31. Dezember 2023):
- Lichendorf (503 Ew.; 566,7 ha)
- Oberschwarza (150 Ew.; 233,69 ha)
- Seibersdorf bei Sankt Veit (271 Ew.; KG Seibersdorf bei St. Veit 547,2 ha)
- Unterschwarza (226 Ew.; 337,31 ha)
- Weitersfeld an der Mur (567 Ew.; 735,61 ha)

Einen Ort namens Murfeld gibt es nicht.

### Ehemalige Nachbargemeinden
Zwei der vier Nachbargemeinden lagen im Bezirk Leibnitz (LB).
|                          | Sankt Veit in der Südsteiermark (LB)        |             |
| Straß in Steiermark (LB) | Kompassrose, die auf Nachbargemeinden zeigt | Mureck (SO) |
|                          | Šentilj (Slowenien)                         |             |

## Geschichte
Die Gemeinde Murfeld entstand am 1. Jänner 1969 aus der Vereinigung der vorher selbständigen Gemeinden Lichendorf, Oberschwarza, Seibersdorf bei Sankt Veit, Unterschwarza und Weitersfeld an der Mur.

### Bevölkerungsentwicklung

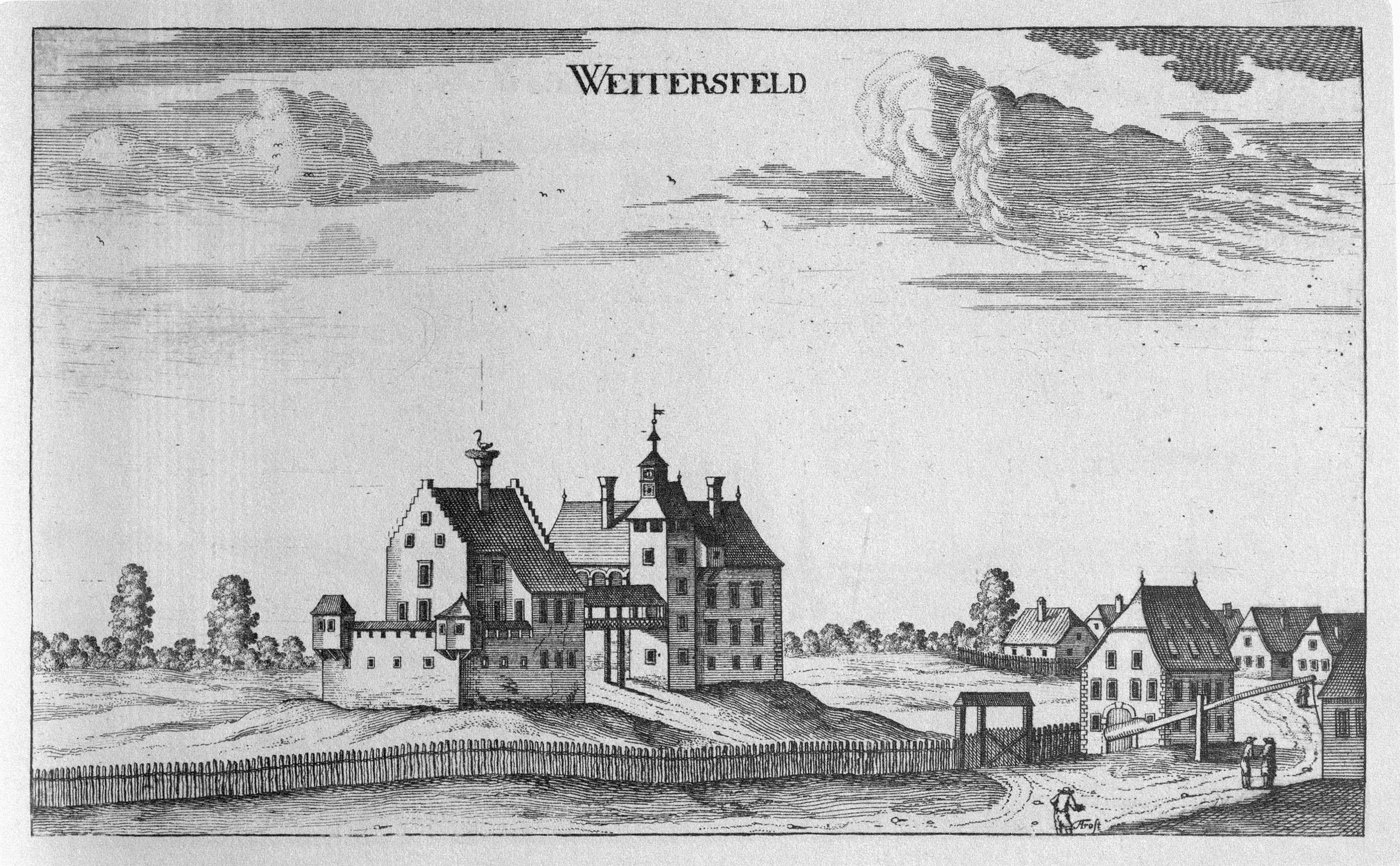
Vischer – Topographia Ducatus Stiriae – 468 Weitersfeld bei Mureck

### Gemeindezusammenlegung
Bereits im Jahr 2015 hat der Gemeinderat von Murfeld einen einstimmigen Grundsatzbeschluss gefasst, dass bis zum Jahr 2020 die Katastralgemeinde Seibersdorf bei St. Veit mit der nördlichen Nachbargemeinde St. Veit in der Südsteiermark und die Katastralgemeinden Lichendorf, Oberschwarza, Unterschwarza und Weitersfeld an der Mur mit der westlichen Nachbargemeinde Straß in Steiermark zusammengeführt werden sollen und damit vom Bezirk Südoststeiermark in den Bezirk Leibnitz wechseln sollen. Auch in den Gemeinden St. Veit in der Südsteiermark und Straß in Steiermark gibt es einstimmige Beschlüsse, dass sie diese Zusammenführung befürworten.
Am 11. März 2018 sprachen sich bei einer Volksbefragung mit 73 % Wahlbeteiligung 68 % der Murfelder für „Murfeld soll freiwillig eine Fusion mit einer benachbarten Gemeinde (z. B. St. Veit oder Strass-Spielfeld) anstreben“ aus. Die Auflösung und Aufteilung der Gemeinde wurde vom Landtag Steiermark beschlossen und am 22. Mai 2019 im Landesgesetzblatt kundgemacht.

## Kultur und Sehenswürdigkeiten

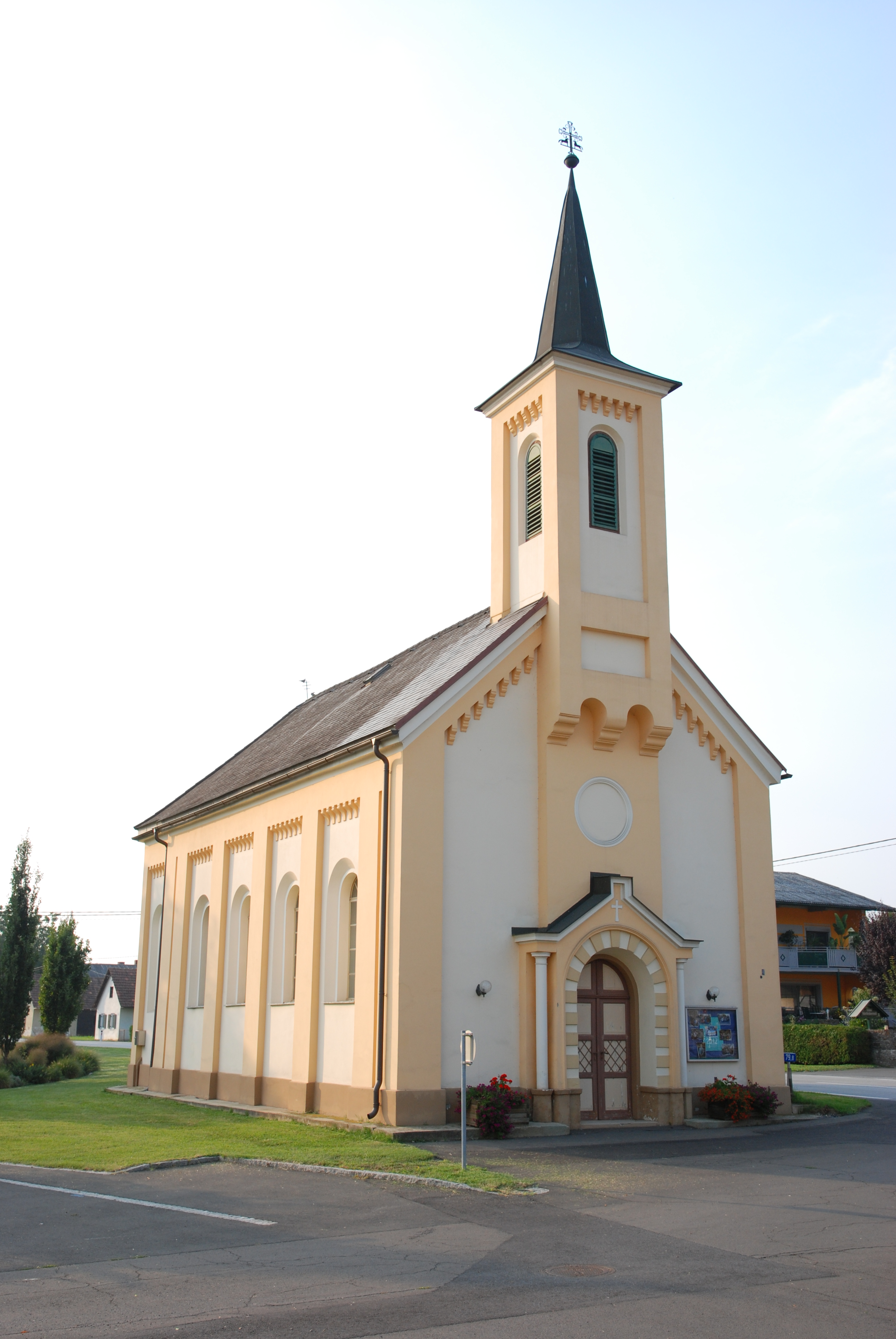
Kapelle Lichendorf

### Regelmäßige Veranstaltungen
- Murfelder Adventlauf mit Nordic Walking: Seit 2005 veranstaltet der Verein Murfelder Adventlauf jährlich Mitte Dezember einen Benefizlauf zugunsten regionaler Hilfsprojekte.[8]

### Sportvereine
- SVU Murfeld
- SG Oberschwarza
- Sportgemeinschaft Seibersdorf
- ESV Seibersdorf
- ESV Unterschwarza
- ESV Weitersfeld

### Jugendvereine
- Landjugend Murfeld

## Wirtschaft und Infrastruktur

### Verkehr
Die ehemalige Gemeinde liegt an der Südsteirischen Grenz Straße B 69 zwischen der Pyhrn Autobahn A 9 und Bad Radkersburg. Die Anschlussstelle Gersdorf (exit 226) befindet sich am westlichen Gemeinderand.
Das Gebiet hat drei Haltestellen an der Radkersburger Bahn in den Ortschaften Schwarza, Lichendorf und Weitersfeld an der Mur, an denen die Linie  der S-Bahn Steiermark nach Spielfeld-Straß und Bad Radkersburg verkehrt. An diesen drei Haltestellen wurde mit dem Fahrplanwechsel 2009/10 der „Haltewunsch“ eingeführt.
Der Flughafen Graz-Thalerhof ist circa 40 km, der Flughafen Maribor circa 35 km entfernt.

### Feuerwehren
Die Freiwillige Feuerwehr (FF) Oberschwarza betreut die Katastralgemeinden Oberschwarza und Seibersdorf. In Zusammenarbeit mit der FF Unterschwarza wurde ein gemeinsames Feuerwehrhaus errichtet und am 10. Juni 2007 seiner Bestimmung übergeben.
- FF Lichendorf
- FF Oberschwarza
- FF Unterschwarza
- FF Weitersfeld an der Mur

## Politik

### Bürgermeister
Bürgermeister war Werner Grassl (ÖVP).
Weiters gehörten Vizebürgermeister Josef Schef und Gemeindekassier Johann Pittner dem Gemeindevorstand an.

### Gemeinderat
Der Gemeinderat bestand aus 15 Mitgliedern und setzte sich seit der Gemeinderatswahl 2015 aus Mandaten der folgenden Parteien zusammen:
- 6 ÖVP
- 5 Bürgerliste Murfeld
- 3 SPÖ
- 1 FPÖ

Die letzten Gemeinderatswahlen brachten folgende Ergebnisse:
| Partei              | 2015    | 2015  | 2015    | 2010             | 2010             | 2010             | 2005             | 2005             | 2005             | 2000             | 2000             | 2000             |
| Partei              | Stimmen | %     | Mandate | St.              | %                | M.               | St.              | %                | M.               | St.              | %                | M.               |
| ------------------- | ------- | ----- | ------- | ---------------- | ---------------- | ---------------- | ---------------- | ---------------- | ---------------- | ---------------- | ---------------- | ---------------- |
| ÖVP                 | 443     | 40    | 6       | 739              | 64               | 10               | 482              | 45               | 7                | 613              | 59               | 9                |
| SPÖ                 | 249     | 22    | 3       | 348              | 30               | 05               | 476              | 44               | 7                | 260              | 25               | 4                |
| FPÖ                 | 103     | 09    | 1       | 066              | 06               | 0                | 116              | 11               | 1                | 168              | 16               | 2                |
| Bürgerliste Murfeld | 325     | 29    | 5       | nicht kandidiert | nicht kandidiert | nicht kandidiert | nicht kandidiert | nicht kandidiert | nicht kandidiert | nicht kandidiert | nicht kandidiert | nicht kandidiert |
| Wahlberechtigte     | 1.407   | 1.407 | 1.407   | 1.407            | 1.407            | 1.407            | 1.372            | 1.372            | 1.372            | 1.310            | 1.310            | 1.310            |
| Wahlbeteiligung     | 81 %    | 81 %  | 81 %    | 84 %             | 84 %             | 84 %             | 80 %             | 80 %             | 80 %             | 81 %             | 81 %             | 81 %             |

### Wappen
| Wappen der Gemeinde Murfeld | Blasonierung: „Von Blau und Rot schräggeviert, die Teilungslinien durchgehend mit goldenen Lanzen überdeckt; bogenförmig sind die Seitenfelder mit je zwei goldenen Kleeblättern und das obere Feld mit einem goldenen Kleeblatt belegt.“ |
| Wappen der Gemeinde Murfeld | Wappenbegründung: Die Verleihung des Gemeindewappens erfolgte mit Wirkung vom 1. November 1979. |